# Thalusia atrata
Thalusia atrata là một loài bọ cánh cứng trong họ Cerambycidae.